# Anastrepha belenensis
Anastrepha belenensis är en tvåvingeart som beskrevs av Zucchi 1979. Anastrepha belenensis ingår i släktet Anastrepha och familjen borrflugor. Inga underarter finns listade i Catalogue of Life.